# Lascoria maronialis
Lascoria maronialis är en fjärilsart som beskrevs av William Schaus 1916. Lascoria maronialis ingår i släktet Lascoria och familjen nattflyn. Inga underarter finns listade i Catalogue of Life.